# شادیان (بافت)
روستای شادیان یکی از روستاهای معروف شهرستان بافت است که در موقعیت جنوب شرقی این شهرستان قرار دارد و در فاصله تقریبی 60 کیلومتری از مرکز شهرستان می باشد . 
این روستا دارای سابقه تاریخی قابل توجه ای می باشد، و در خصوص نام این روستا نظرات متفاوتی وجود دارد عده ای از علاقه مندان به مباحث تاریخی در این منطقه بر این باورند که نام اصلی این روستا شاه دهان بوده و ترکیبی است شامل ؛ شاه و دهان که ظاهرا جمع ده و قریه منظور است
عده ای هم برای نام این روستا داستان و جنبه خاصی قائل نیستند . 
با توجه به تعدد چشمه ساران و قنوات موجود در این روستا که سرسبزی و خرمی خاصی به این منطقه بخشیده و همچنین وجود جنگل بادام صحرایی و به اصطلاح مردم محلی علوک و همچنین رویش درختان بنه یا همان پسته وحشی و سرو کوهی (اورس) و همچنین تنوع زیستی گیاهی و جانوری بالا و به خصوص گیاهان دارویی که در این منطقه وجود دارد این روستا را جزو مکان های گردشگری شهرستان بافت قرار داده که در کنار روستای زیبای طرنگ و سایر روستاهای این منطقه بکر توجه عده ای را به خود جلب کرده که مطمئنا با شناسایی این منطقه توسط طبیعت دوستان ایرانی توانایی ارضای آنها را دارد . 
کوه های زیبا و منحصر به فرد این منطقه برای کوه نوردان و غارنوردی (صعود به غار آبی طرنگ) و احتمالا بادهایی که در این منطقه می وزد برای ورزش چتر بازی و پاراگلایدر و گلایدر  بسیار مناسب باشد ولی در این خصوص نظر ورزشکاران این رشته و همچنین مطالعات هواشناسی باید در نظر گرفته شود .

نکته قابل ذکر دیگر در خصوص این روستا و همچنین این شهرستان ، باران های دوره ای شبانه روزی در طول دوره هایی 
که بعضا تا چندین سال طول میکشد در اواخر زمستان و اوایل بهار است که این بارش ها باعث می شود در ماه های فروردین و به ویژه اردیبهشت آنچنان که نیاکان ما به درستی بر این ماه نام نهاده اند خداوند این منطقه را به بهشتی بی بدیل در دل کویر های ایران تبدیل کند . 
به علاوه در طول دوره های ده ساله باران های سیل آسایی در فصل تابستان در این منطقه و به طور کلی در جنوب شرق ایران می بارد که منشا آن نه دریای مدیترانه بلکه اقیانوس هند است که گفته میشود این باران های دوره‌ای با فعالیت های کیهانی مرتبط است .

در خصوص پوشش گیاهی میتوان به بادام کوهی ، سرو کوهی ، بنه ، آویشن ، کلپوره ، زیره ، تره کوهی ، لاله های وحشی و ده ها مورد دیگر اشاره کرد همچنین تنوع جانوری این منطقه شامل گونه هایی همچون بز و میش کوهی ، گرگ ، روباه ، عقاب ، شاهین ، باز ، کبک و بلدرچین و به گفته مردم محلی خرس ، انواع پرندگان  آوازه خوان همچون بلبل خرما و سهره و ... و همچنین مرغ مینا و صیاد و ده ها گونه دیگر است  و همچنین پلنگ و یوزپلنگ در گذشته (به گفته مردم محلی) بوده است . 

مردم این منطقه به کشاورزی و دامداری مشغول هستند و تولیدات با کیفیت این منطقه زبانزد است و محصولات کشاورزی چون ؛ انار ، بادام ، گردو ، انگور ، به ، زردآلو و آلوچه و انجیر و ... اما پرورش دام به نگهداری گوسفند محدود میشود .

## جمعیت
این روستا در دهستان دشتاب قرار دارد و براساس سرشماری مرکز آمار ایران در سال ۱۳۸۵، جمعیت آن ۳۱۲ نفر (۶۱خانوار) بوده‌است.